# Ovidiu Avram
Pour les articles homonymes, voir Avram.
Ovidiu Avram (né le 9 août 1953 à Teiuș) est un peintre surréaliste roumain.